# Livočko jezero
Livočko jezero (alb. Liqeni i Livoqit; srp. Ливочко језеро) je malo umjetno jezero u istočnom Kosovu. Nalazi se zapadno od grada Gnjilana i graniči sa planinama Goljak na zapadu. U jezero se ulijeva mala pritoka Južne Morave. To je drugo po veličini jezero na istoku Kosova iza Prilepnice.

## Vanjske poveznice
|  | Zajednički poslužitelj ima još gradiva o temi Livočko jezero |